# Pilodius kauaiensis
Pilodius kauaiensis is een krabbensoort uit de familie van de Xanthidae. De wetenschappelijke naam van de soort is voor het eerst geldig gepubliceerd in 1962 door Edmondson.